# Cattedrale di Nocera Inferiore
La basilica di San Prisco è la chiesa cattedrale di Nocera Inferiore.
Fu edificata intorno al XIV secolo sull'abbazia benedettina del X secolo sorta sulla precedente chiesa di San Filippo in macerie del IV secolo, intorno all'area sepolcrale che custodisce il corpo di San Prisco, primo vescovo nocerino, a cui l'edificio è dedicato.

## L'abbazia di San Prisco

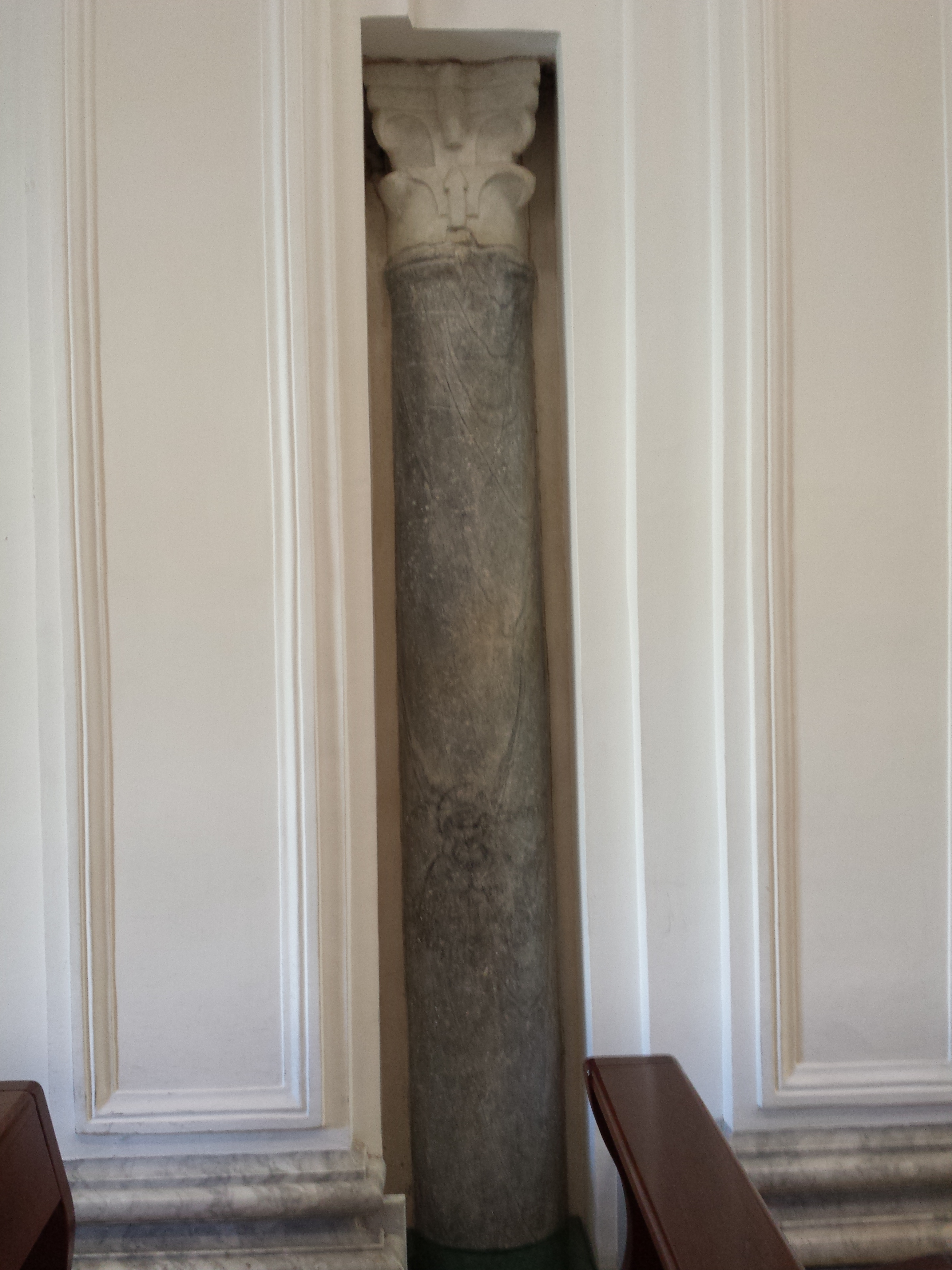
Colonna della chiesa romanica, inglobata negli attuali pilastri

La prima notizia di un insediamento ecclesiastico nel luogo dell'attuale cattedrale, risale al 955. La struttura fu edificata sulla preesistente chiesa di San Filippo in macerie del IV sec., edificata nei pressi di una delle necropoli dell'antica città di Nuceria Alfaterna.
Troviamo notizie riguardo al monastero di San Prisco nel 1145, citato in un elenco di beni redatto dall'arcivescovo di Salerno, Guglielmo. L'abbazia doveva rispondere alle regole dell'ordine benedettino, ma non risulta far parte né della Congregazione cassinese né di quella verginiana. 
Nel corso del XIII secolo la chiesa cominciò a crescere considerevolmente.
Il monastero fu soppresso nella seconda metà del Trecento, probabilmente a causa dell'esiguo numero di monaci. L'ultimo abate di cui si ha notizia è Filippo Catalani, nominato da papa Urbano V nel 1365.

## L'elevazione a cattedrale
Il 10 ottobre 1384 papa Urbano VI ridonò alla città di Nocera il Vescovo.
La scelta dell'ubicazione della nuova cattedrale ricadde sull'antica chiesa dedicata a San Prisco. È plausibile che i locali dell'antica abbazia fossero utilizzati dagli arcivescovi salernitani durante i loro soggiorni nocerini, per tale motivo la chiesa abbaziale fu ritenuta idonea a svolgere la funzione di cattedrale e i locali del soppresso Monastero divennero residenza vescovile.
Vi è, tuttavia un'altra ipotesi. Nel suo resoconto del soggiorno di papa Urbano VI nel castello di Nocera, Teodorico di Niem, segretario del pontefice, scrive: 
(Teodorico di Niem, De schismate)
Quindi la chiesa sarebbe stata già cattedrale prima del 1384, e fu ricostituita come tale.
Nel 1384 fu nominato vescovo della città fra Francesco da Nocera, già guardiano del convento di San Francesco di Nocera.

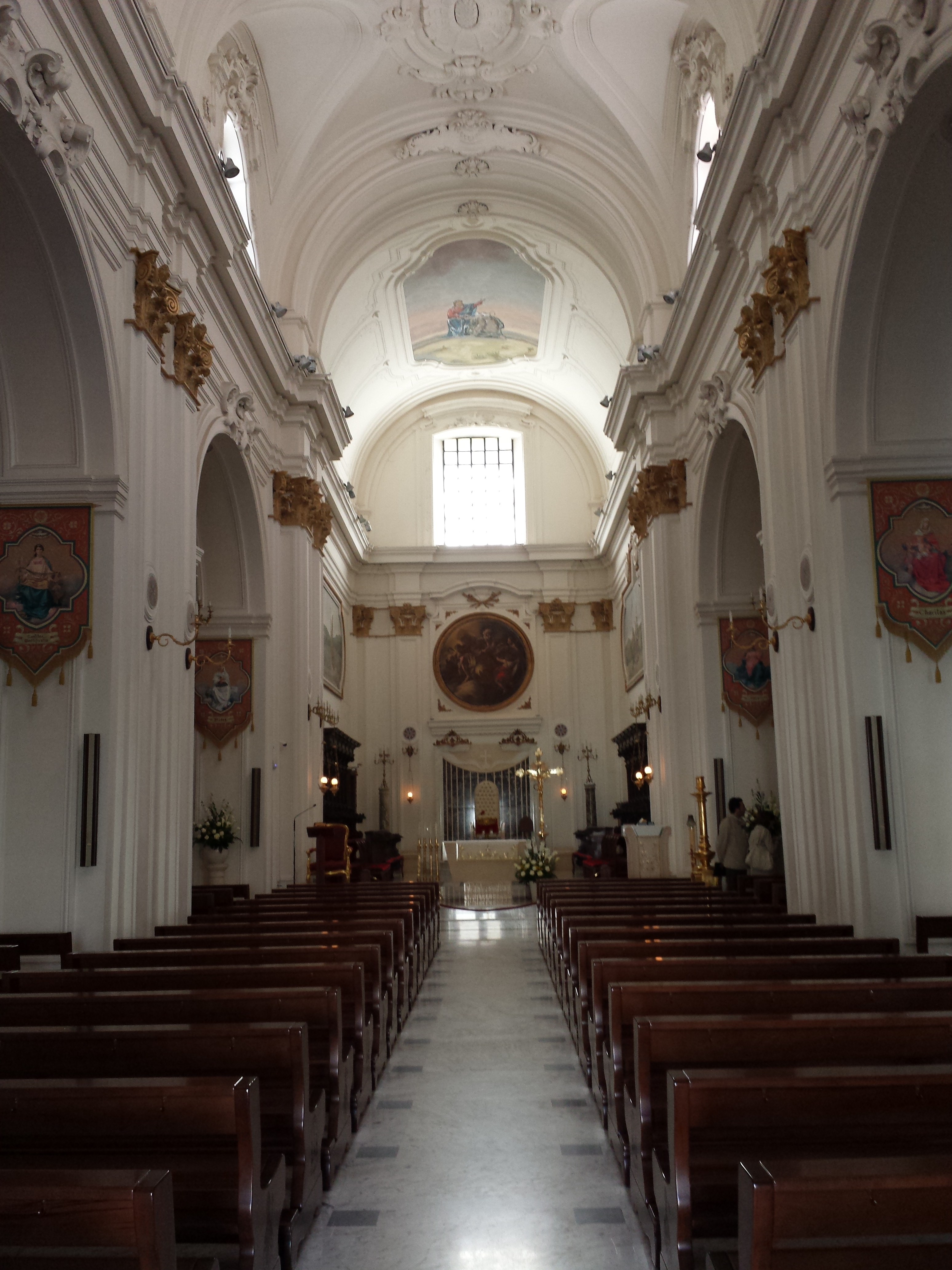
Interno della cattedrale

## La basilica cattedrale di San Prisco
L'attuale cattedrale risale agli inizi del Seicento e fu riedificata a cura del vescovo senese Simone Lunadoro (1602 – 1610) che ricalcò il progetto del duomo di Siena, a tre navate. Dopo ulteriori modifiche compiute nel 1724, il 19 novembre di quello stesso anno l'edificio venne consacrato.
Nel 1764, il vescovo Gherardo Volpe diede luogo ad un profondo rinnovamento della basilica priscana, conferendo ai capomastri Andrea e Onofrio Salvo l'incarico di eseguire le rifattiones progettate dall'architetto partenopeo Pietro Cimafonte, coadiuvato dal fratello Salvatore. 
I suddetti artefici avevano dato prova della loro valentia nel cantiere del seminario diocesano, riedificandolo dal 1760 al 1771 con l'intervento degli stuccatori Andrea Parascandolo e Salvatore Conforto, secondo un progetto steso nel 1757. Nel 1838 fu associata la dedicazione di San Marco Evangelista.

## Patrimonio artistico

### La chiesa

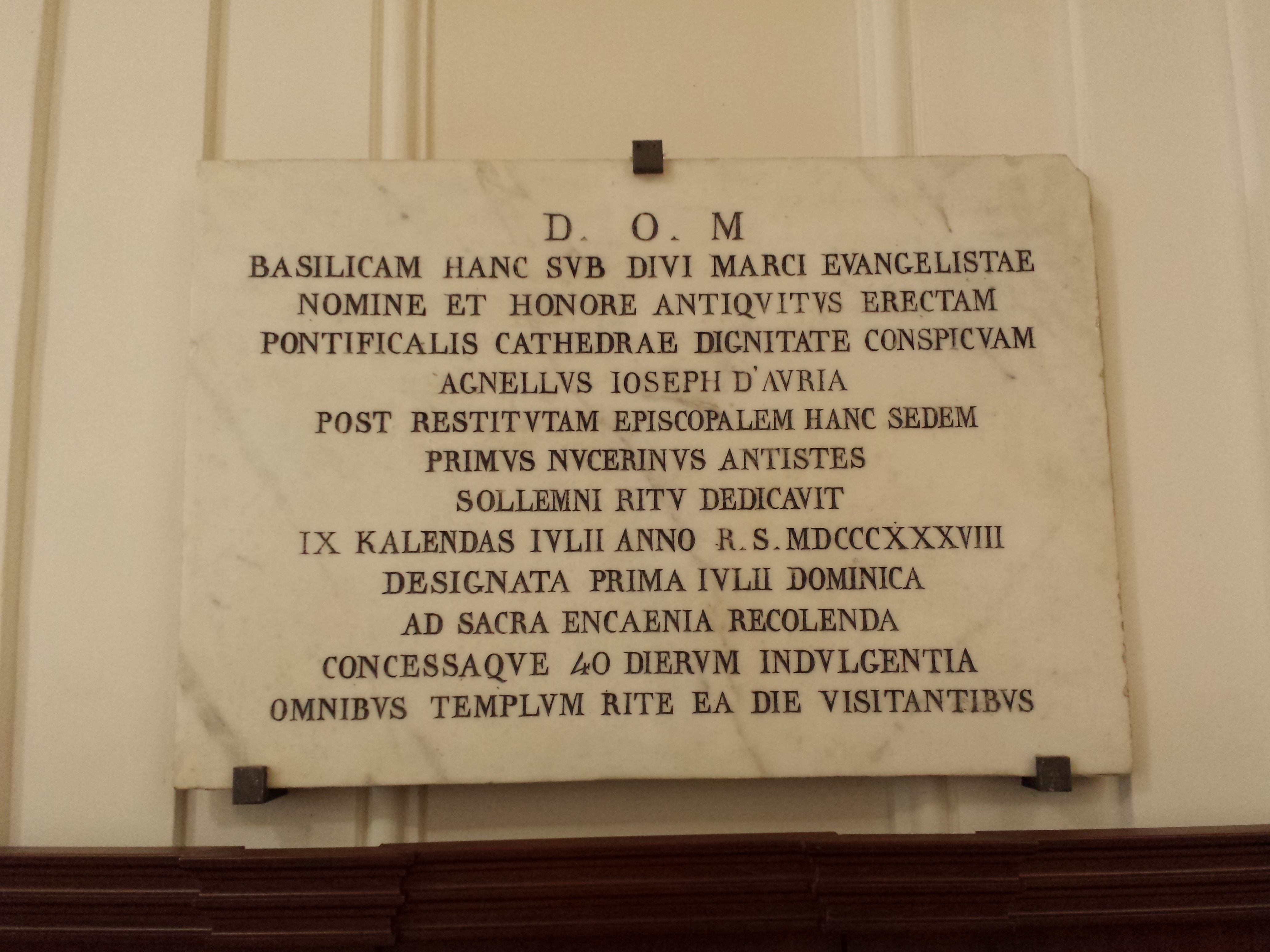
Dedicazione della basilica a san Marco evangelista

All'interno si trova un'opera di Angelo Solimena del 1671, chiamata la Gloria del Paradiso: è un affresco caratterizzato dal concentrico rincorrersi dei corpi di angeli, di Santi e apostoli. Il gioco dei panneggi delle vesti crea contrasti di luce e di ombre. La presenza di una tavolozza ha indotto a ritenere che in uno dei personaggi ci sia il suo autoritratto. I colori sono chiari e la luce si diffonde dall'alto.
La macchina barocca del cappellone del Rosario è caratterizzata anche dalla Madonna del Rosario con San Domenico e Santa Caterina, santi e misteri del Rosario. L'opera dell'artista belga Aert Mytens (Bruxelles 1541 - Roma 1602, il cui nome fu italianizzato in Rinaldo Fiammingo), è collocata sull'altare maggiore della cappella e si data al XVI secolo. La parte superiore della pala è suddivisa in riquadri, contenenti i quindici misteri. La parte inferiore presenta la Madonna del Rosario in trono tra San Domenico e Santa Caterina da Siena, circondati da Santi, Sante e Angeli. In ombra, altre figure di religiosi, dove spicca il volto di un regnante (forse Filippo II). Alla destra del quadro è un altro gruppo formato da donne tra le quali spiccano Santa Caterina da Siena e Anna d'Austria, consorte di Filippo II.
In una piccola predella inserita nella tavola fiamminga è raffigurata l'intera corte del duca di Nocera Alfonso Carafa e della moglie Giovanna Castriota Scanderbegh, nell'intento di ascoltare la predica di San Domenico.
Ancora di Angelo Solimena sono figure di santo nella volta del cappellone. Il San Girolamo: in cui il Santo indossa un drappo rosso, che ricorda la veste cardinalizia, con il cappello poggiato vicino a lui, in memoria degli incarichi svolti da Gerolamo per Papa Damaso¸ pur non rivestendo la carica cardinalizia (istituita dalla Chiesa solo molto più tardi). Un Sant'Ambrogio (raffigurato con in mano un libro), in cui la scena è arricchita dalla presenza di angeli che mostrano ai fedeli i paramenti vescovili. Un Sant'Agostino: il Santo è circondato da un gruppo di angeli ed ha in mano un libro.
Di Stefano de' Liguori è una pittura ad olio raffigurante San Domenico (XVIII secolo), mentre risale al 1712 una tela di Francesco Solimena con protagonista San Marco, posizionata oggi nella parete centrale del presbiterio. Il Santo è rappresentato nel momento in cui scrive il Vangelo attorniato da Angeli e da un leone. La tela è racchiusa in una cornice dorata.
La cappella di San Prisco è caratterizzata da una pittura ad olio raffigurante il primo vescovo di Nocera di autore ignoto del XVIII secolo. Al centro della tela è raffigurato San Prisco con la mitra, con gli occhi rivolti verso il cielo. Alle sue spalle in alto verso sinistra un gruppo di angeli fuoriesce da una nuvola. In basso vi è un angelo che reca in mano un libro.
La cattedrale conserva diverse statue di santi. Davanti ai primi pilastri delle navate laterali sono presenti la statua di San Giuseppe (a sinistra) e quella di Sant'Alfonso Maria De Liguori (a destra). Lungo la navata di destra vi sono un San Luigi Gonzaga e un altare con la tela della Madonna di Montevergine. Accanto si trovano due teche con le reliquie di sant'Alfonso Maria Fusco e del beato Tommaso Maria Fusco. A seguire, presso l'ingresso che porta al palazzo episcopale, c'è un'effige in legno dorato di san Prisco. In occasione della celebrazione della festa patronale, in cattedrale viene esposto un busto in argento del santo patrono (custodito durante l'anno nel locale museo diocesano). Il busto risale al settecento ed è di fattura napoletana. Nella navata di sinistra, all'interno della cappella del Rosario, si conservano due piccole statue: Sant'Anna e Sant'Antonio da Padova, mentre sull'altare di destra è presente una statua della Madonna delle Grazie; sull'altare di sinistra c'è qualche lacerto di un affresco raffigurante la Crocifissione (coperto da un quadro raffigurante Santa Rosa da Lima all'indomani del terremoto del 1980). La medesima cappella ospita anche una reliquia del beato Carlo Acutis e due statue raffiguranti la Madonna di Fatima e Gesù Redentore. Inoltre sull'altare principale ai lati del quadro della Madonna del Rosario vi sono due statue di santi domenicani: San Domenico con in mano un libro e San Tommaso d'Aquino con in mano un ostensorio. Inoltre nella medesima cappella ci sono quattro mezzibusti disposti ciascuno a lato dei due altari al di sotto della cupola e si tratta dei quattro santi dell'Ordine domenicano: San Domenico e San Pietro martire ai lati dell'altare di Santa Rosa da Lima; e di Santa Rosa da Lima e Santa Caterina da Siena ai lati dell'altare della Madonna delle Grazie, tutti risalenti al seicento. Proseguendo lungo la navata vi è una cappella dedicata alla Sacra Famiglia: sull'altare campeggia un quadro che rappresenta la Sacra Famiglia e, sotto di esso, una statua raffigura San Felice martire. Il pavimento ospita la tomba del vescovo Gioacchino Illiano. Ai lati del sepolcro sono presenti due teche con reliquie di san Giovanni Paolo II e san Pio da Pietrelcina. Una piccola urna conserva, infine, una statua di Gesù bambino. La cattedrale nocerina conserva anche un crocifisso, una statua dell'Addolorata, un San Gerardo Maiella e un San Michele Arcangelo (co-patrono della diocesi).

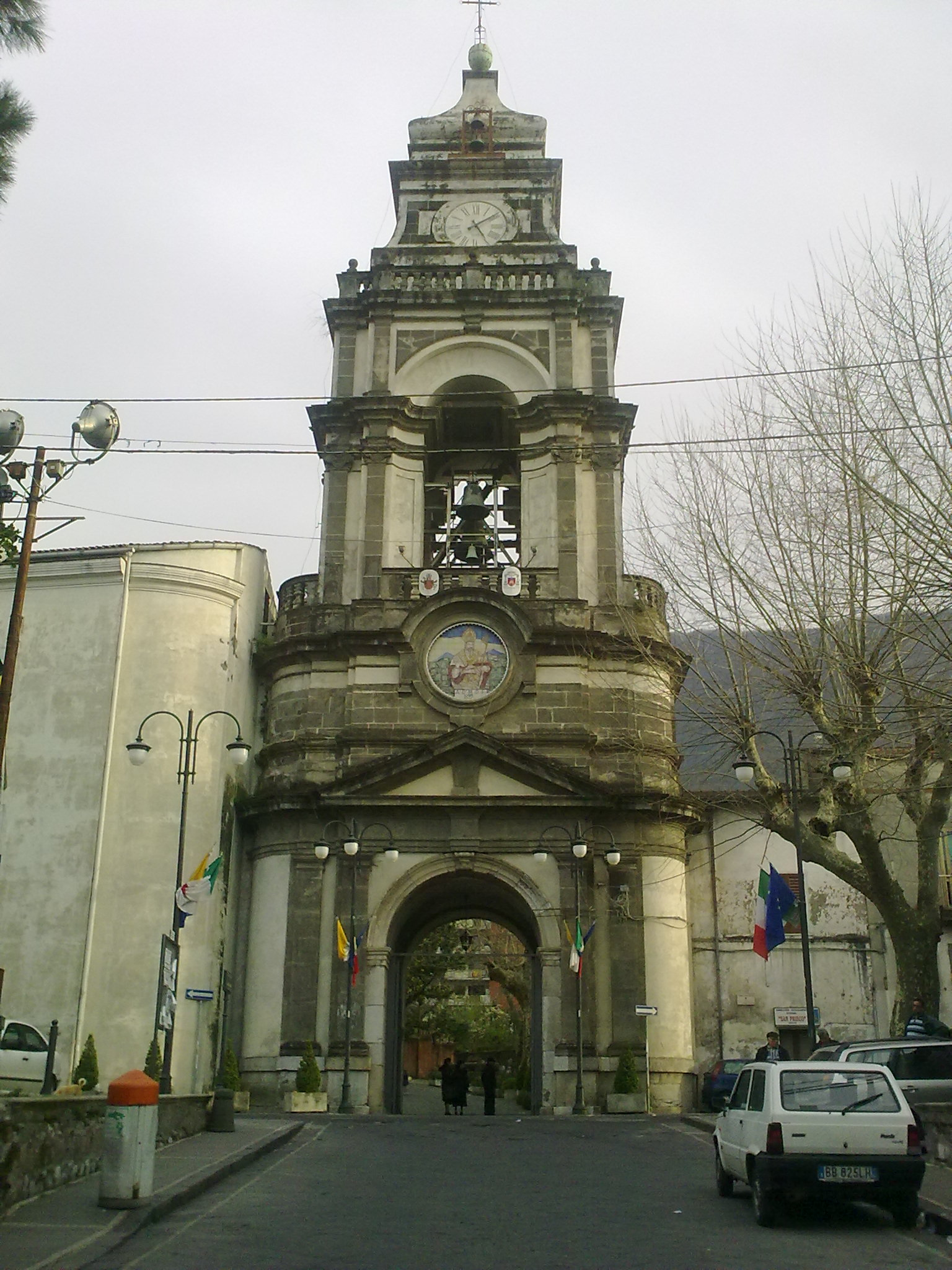
Il campanile di Francesco Solimena

### Il campanile
Della torre campanaria edificata dal vescovo Giuliano de Angrisanis nel 1433, situata probabilmente a sinistra del presbiterio, attualmente non restano che isolati brani murari, inglobati nelle strutture verticali della cattedrale. 
Danneggiata dai due eventi sismici del 1688 e del 1694, l'ultimo dei quali "fu così violento che buttò giù la cima del campanile con gli ultimi due piani", fu sostenuta con l'ausilio di catene e nuova muratura per recuperare l'uso delle campane. Ma tre anni dopo "l'inclinarsi del campanile, che pende" costrinse il vescovo ad intervenire sulla facciata della cattedrale. 
Finché, nel quarto decennio del XVIII secolo, a causa dell'estesa fatiscenza della fabbrica quattrocentesca, il vescovo Niccolò de Dominicis decise di riedificarla nel sito attuale. Finanziato anche dalla Confraternita del Rosario, che contribuì con ben 2050 ducati, il nuovo campanile fu realizzato "in conformità al modello di legname fattone fare dal R.D. Francesco Solimeno", conservato, a quel tempo, nell'oratorio della congrega. 
L'opera costituisce una delle rare realizzazioni architettoniche di Francesco Solimena, che vi impresse il segno tangibile delle sue doti di progettista, testimoniate anche dalle imprese napoletane della chiesa di S. Nicola alla Carità, dal portale di S. Giuseppe dei Vecchi e dal suo palazzo a S. Potito.
Principiato nel 1730, le fondazioni del campanile nocerino furono terminate nel 1731, quando, vinta la concorrenza del piperniere Cesare Salvo di Roccapiemonte, la realizzazione del manufatto fu affidata al lapicida locale Leonardo Petrosino.

## Tradizioni legate alla Cattedrale
In occasione dei lavori di restauro della chiesa, il vescovo Lunadoro racconta che la cattedrale abbia ospitato le spoglie del profeta Giona:
(Simone Lunadoro)
Secondo una leggenda locale, tali spoglie sarebbero state trasportate in città da Ugo de' Pagani nel 1105 al ritorno dalla prima crociata, ma si tratterebbe di San Giona, monaco eremita palestinese.
Teodorico di Niem ricorda, invece, la presenza in chiesa delle spoglie del profeta Abacuc:
(Teodorico di Niem)

## Galleria d'immagini

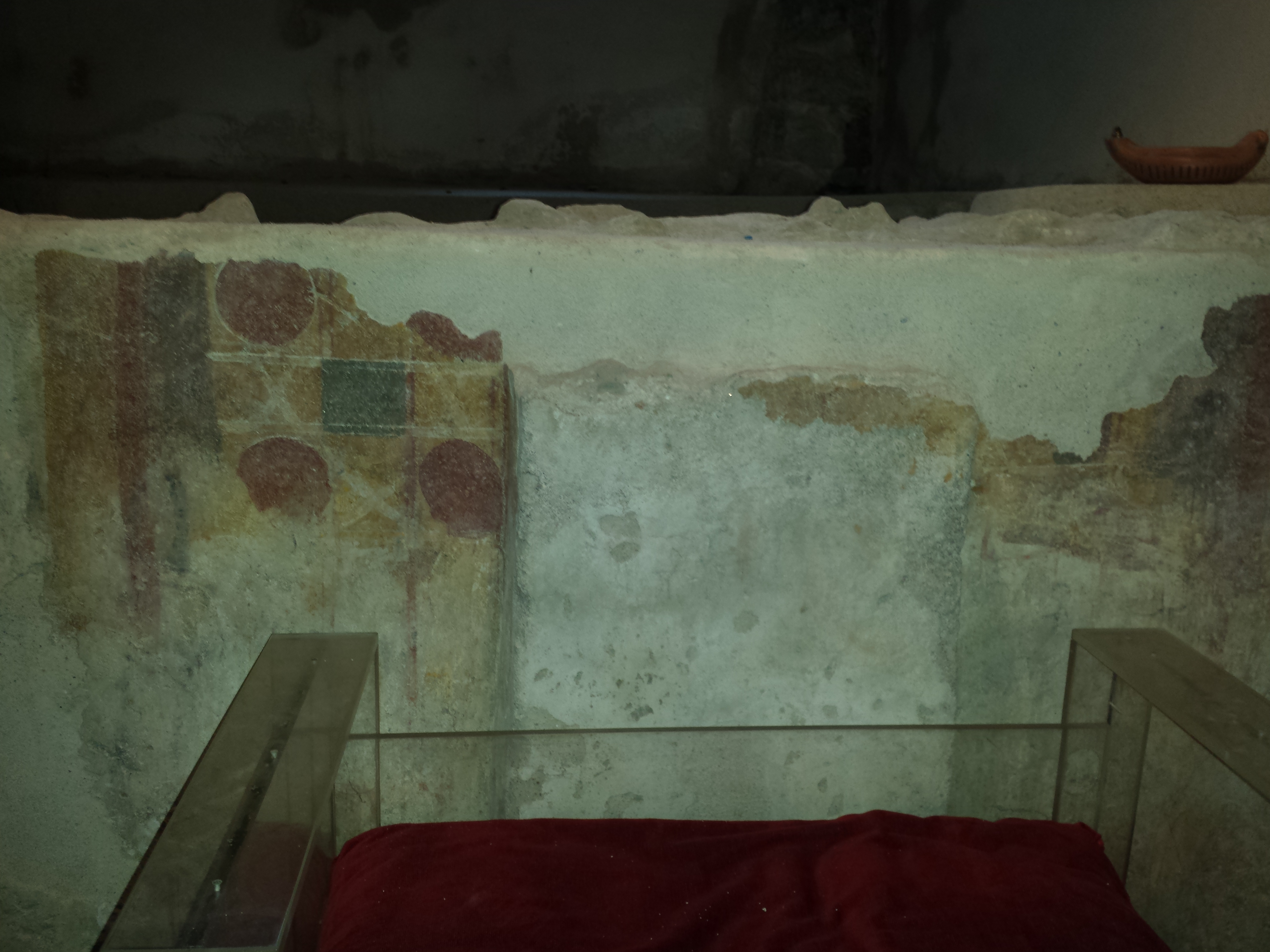
Affreschi della chiesa romanica
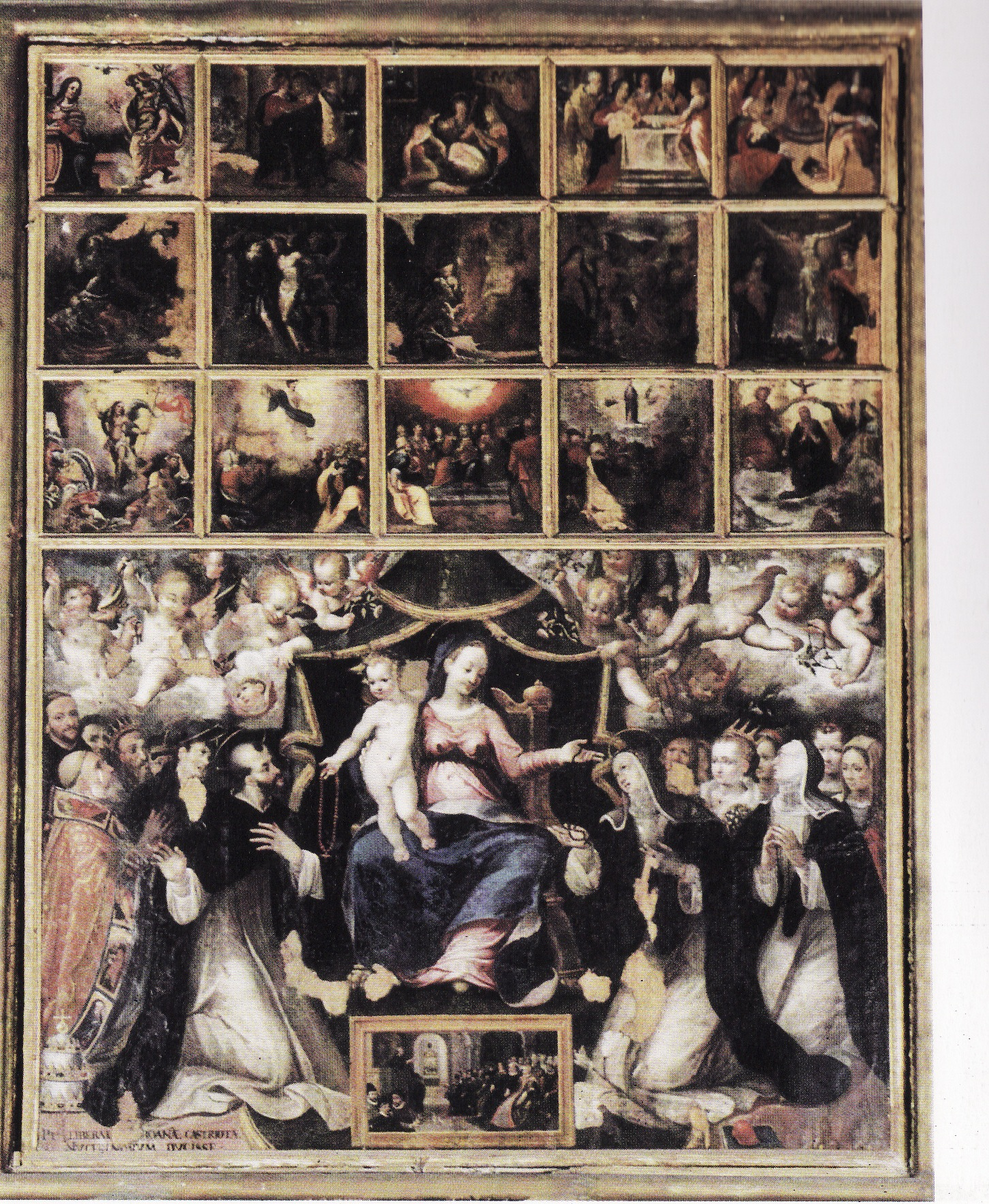
Aert Mytens, Madonna del Rosario
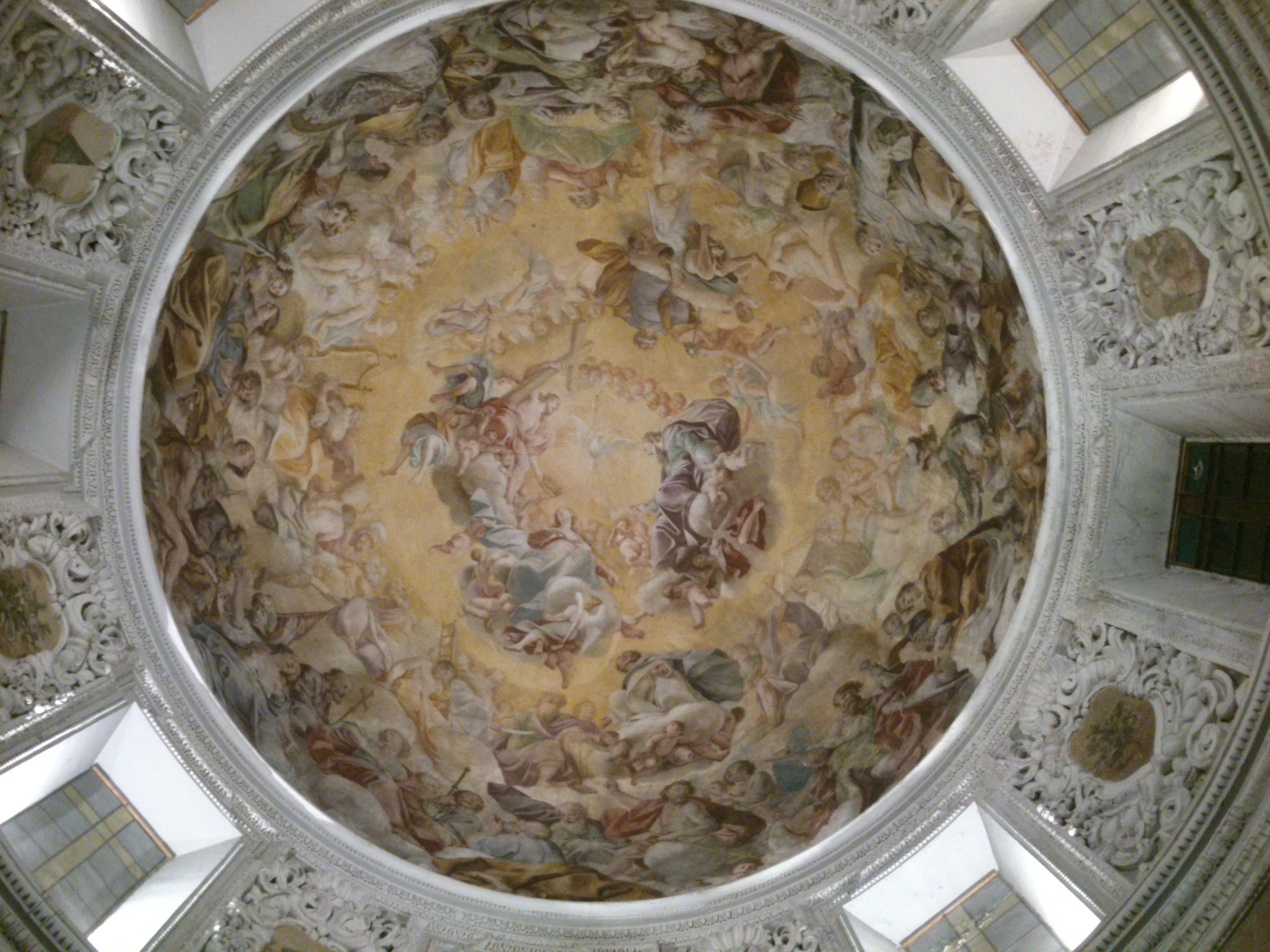
Angelo e Francesco Solimena, Gloria del Paradiso
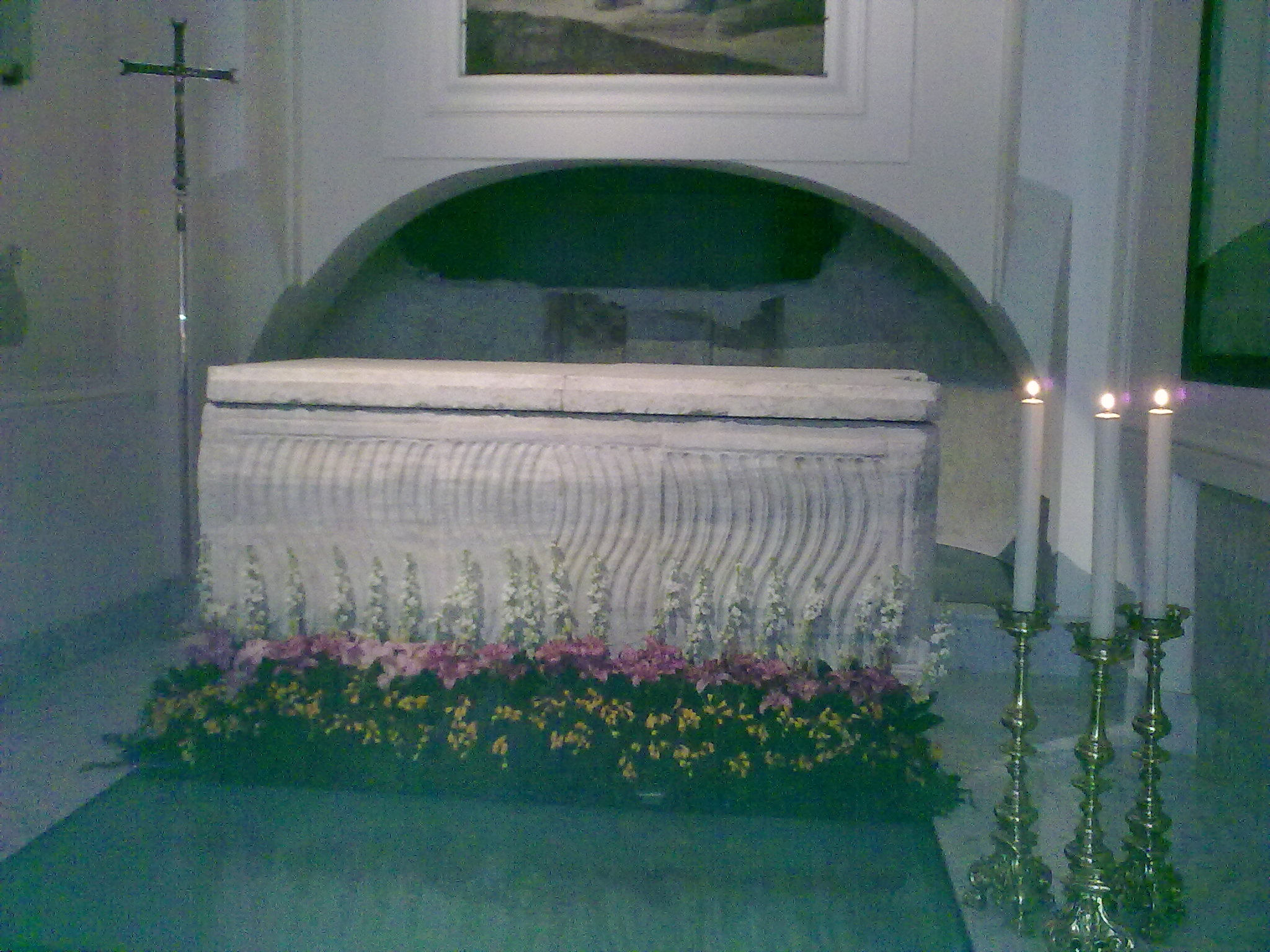
Il sarcofago di San Prisco (III secolo)